# Basilika St. Theresia vom Kinde Jesu (Nandom)
Die Basilika St. Theresia vom Kinde Jesu (englisch Basilica of St. Theresa of the Infant Jesus) ist eine römisch-katholische Kirche in Nandom in der Region Upper West von Ghana. Die Kirche des Bistums Wa ist Therese von Lisieux gewidmet und hat den Rang einer Basilica minor.

## Geschichte
Im Zuge der christlichen Missionierung wurde 1934 im Land der Dagaare die größte Kirche Westafrikas erbaut. Die 7000-Einwohner-Stadt Nandom bildet eine katholische Hochburg in einem moslemischen Umfeld. Die steinerne Kirche wurde mit einer Zweiturmfassade mit quadratischen Türmen und ohne Helme abgeschlossen. Die einschiffige Kirche im neugotische Stil hat einen kreuzförmigen Grundriss ohne Chor. Das Hauptschiff hat eine Länge von 63 Metern und eine Breite von 18 Metern.
2008 erhob Papst Benedikt XVI. die Kirche in den Rang einer Basilica minor.